# Garoga Sibargot
Garoga Sibargot is een bestuurslaag in het regentschap Tapanuli Utara van de provincie Noord-Sumatra, Indonesië. Garoga Sibargot telt 2997 inwoners (volkstelling 2010).